# Иващенко, Пётр Семёнович
Пётр Семёнович Ива́щенко (1846—1897) — русский филолог.

## Биография
Родился в 1846 году — сын казака Гадячского уезда Полтавской губернии. В 1868 году окончил Полтавскую гимназию, затем —  историко-филологический факультет Киевского университета со степенью кандидата. В 1872 году был определён учителем русского языка в первую Киевскую гимназию. Затем с июня 1873 года до осени 1874 исполнял должность профессора русской словесности в Нежинском юридическом лицее и вследствие преобразования лицея в институт, перешел опять в  первуюКиевскую гимназию. Преподавал также латинский язык и русский язык в коллегии Галагана и в женском институте.
Умер 13 июня 1897 года.
Ему принадлежат следующие сочинения:
- «Очерк содержания сатир Сумарокова» (Нежин, 1874);
- «Религиозный культ южнорусского народа в его пословицах; Павло Братыця и Прокин Дуб, кобзари Нежининского уезда Черниговской губернии» («Записки Ю.-З. отдела географического общества». — Т. II. — 1875)
- «Следы языческих верований в южно-русских шептаньях». («Труды 3-го Археологического съезда»);
- «Личность и деятельность Императора Александра I Благословенного» — речь на акте двух гимназий
- «О словесном творчестве и его образовательно-воспитательном значении» — речь на акте Киевской 1-й гимназии (Киев: Унив. тип. (И.И. Завадского), 1885. — 25 с.)
- «А. С. Грибоедов, как автор комедии „Горе от ума“» («Чтения Летописца Нестора». — 1895. — Т. IX // Сстолетие Киевской 1 гимназии. — Т. I. — С. 91—92).